# كهف بيروغوشي
كهف بيروغوشي  (بالأوكرانية: Печера Пірогоші) وهو أكبر كهوف ألبانيا، حيث يبلغ طوله حوالي 1500متر، ويقع في مقاطعة بيرات.